# Tribu Claudia
Ne pas confondre avec la gens Claudia, gens romaine éponyme.
La tribu Claudia (en latin classique : Claudǐa) est l'une des trente-et-une tribus rustiques de la Rome antique.